# Jiří Trnka (calciatore)
Jiří Trnka (2 dicembre 1926 – 1º marzo 2005) è stato un calciatore cecoslovacco, di ruolo difensore.

## Palmarès

### Club

#### Competizioni nazionali
- Campionato cecoslovacco: 1

Dukla Praga: 1953